# Aide-major
L'aide-major est au XVIIIe siècle en France, un officier qui assiste le major dans ses fonctions.

## Fonction
Aide-major est une fonction et non un grade militaire. La nature de cette fonction ne peut être aisément comprise qu'après avoir décrit celle de major dont elle découle. Ces deux fonctions sont explicitées dans l'Encyclopédie ou Dictionnaire raisonné des sciences, des arts et des métiers de Diderot et d'Alembert dès sa première édition de 1751. Ainsi le major est alors, dans un régiment, un officier qui est chargé pendant la campagne de l'organisation des logements de la troupe, de l'organisation des gardes, des détachements, de la transmission des ordres, de la police et de la discipline, etc. Lorsque le régiment est stationné en ville, le major peut visiter les compagnies dans les villes  et il assiste aux revues des inspecteurs et commissaires. L'aide-major est un donc l'officier qui seconde le major du régiment dans toutes ses fonctions. Il a pour l'aider des sous-aides-majors, ou garçons-majors, qui exécutent les ordres qu’il leur donne. Au combat, il va à cheval, afin de pouvoir se transporter rapidement dans tous les endroits nécessaires pour bien faire manœuvrer le régiment,.
La fonction d'aide-major, comme celle de major, se décline à plusieurs niveaux de l'organisation de l'armée et aussi dans la marine. Il y a ainsi des aides-majors des places, et des majors de brigade et un major-général. Une ordonnance du 25 mars 1776 supprime cette fonction dans les régiments d'infanterie, de cavalerie, de dragons et de hussards mais elle persiste dans l'infanterie et la garde suisse, la gendarmerie, et le régiment des gardes-françaises.

## Hiérarchie

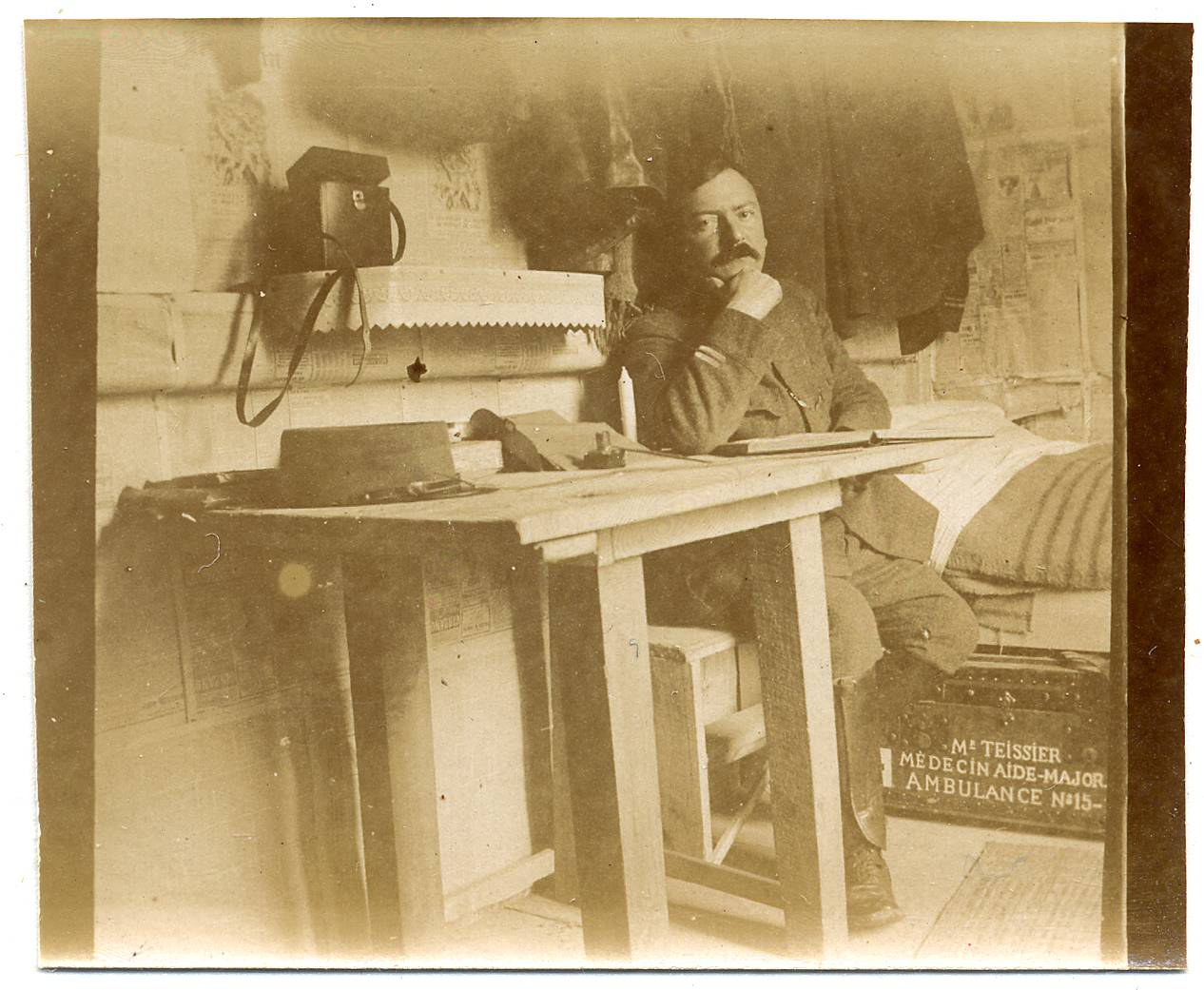
Le médecin aide-major de première classe Teissier dans son ambulance pendant la Première Guerre mondiale.

L'aide-major a un brevet de lieutenant et il est le premier d'entre-eux dans le régiment, de même que le major est le premier des capitaines du régiment. Il s'agit donc bien d'un officier pourvu d'un grade.

## Ré-emploi dans la hiérarchie militaire
Si la dénomination d'aide-major disparaît progressivement à partir de 1776, les tâches et responsabilités liées demeurent.
Les fonctions occupées par les aide-majors perdurent au XXIe siècle dans l'armée française dans la fonction de major de camp, responsable de la zone de vie d'une force en opération (discipline, hébergement, accueil, restauration, eau, stocks, courrier, etc.). La fonction peut selon l'importance de la zone à soutenir être tenue par un officier subalterne ou un sous-officier supérieur.
La fonction de major ayant été historiquement tenue par le premier des capitaines du régiment, le terme de major est devenu en France, au début du XIXe siècle, le nom d'un grade dans la hiérarchie des officiers, immédiatement supérieur à capitaine en lieu et place du grade de lieutenant-colonel supprimé pendant l'ère napoléonienne. Par la suite, les appellations de major et aide-major sont utilisées en France pour désigner les grades des médecins de l'armée, avec des déclinaisons de grade (médecin major de première et seconde classe, médecin aide major de première et seconde classe, médecin sous-aide-major) et ceci jusqu'en 1928,.